# リモI
リモI (Rimo I) は、リモ山群の主峰で、標高は7,385メートル (24,229 ft)である。カラコルム山脈の支脈であるリモ山群の北部に位置している。シアチェン氷河の氷河末端から20kmほど東北に位置し、世界で71番目に標高の高い山とされている。「リモ (Rimo)」は「縞模様の山」という意味であるとされる。この山に発するリモ氷河 (Rimo Glacier) は、ショク川に流れ込んでいる。
カラコルム山脈東部のカラコルム山脈東部の中心部という遠隔地に位置していることから、リモ山群はほとんど知られないまま、20世紀に至るまでほとんど誰も足を踏み入れなかった。探検家フィリッポ・デ・フィリッピは1914年に、フィリップ・クリスティアン・フィッサーとジェニー・フィッサー＝ホーフトの夫妻は1929年に、当地を訪れた。当地は、遠隔地であることに加え、シアチェン氷河一帯をめぐってインドとパキスタンが政治的、軍事的に対立している不安定な地域となっている。現状では、インドがリモ山群へのアクセスを支配している。

## リモ山群
リモ山群は、「リモ」の名を冠した6峰の山峰から成っている。リモIの他に、以下の山々がある。
| 山峰名  | 標高 m (ft)         | プロミネンス m (ft) | 緯度経度                                                          |
| ------- | ------------------- | ------------------- | ----------------------------------------------------------------- |
| リモII  | 7,373 m (24,190 ft) | 73 m (240 ft)       | 北緯35度21分 東経77度22分 / 北緯35.350度 東経77.367度             |
| リモIII | 7,233 m (23,730 ft) | 615 m (2,018 ft)    | 北緯35度22分31秒 東経77度21分42秒 / 北緯35.37528度 東経77.36167度 |
| リモIV  | 7,169 m (23,520 ft) | 329 m (1,079 ft)    | 北緯35度23分 東経77度23分 / 北緯35.383度 東経77.383度             |
| リモV   | 6,882 m (22,579 ft) | 262 m (860 ft)      | 北緯35度24分 東経77度23分 / 北緯35.400度 東経77.383度             |
| リモVI  | 6,846 m (22,461 ft) | 446 m (1,463 ft)    | 北緯35度25分 東経77度23分 / 北緯35.417度 東経77.383度             |

リモ2峰は、小さなピークであり、リモ1峰の北陵上の北東方向150 m (490 ft)ほどに位置している。他の峰は、さらに北側に位置する独立した山峰である。リモIIIは、世界で98番目に標高の高い山であるが、リモIIは、十分なプロミネンスがないため、標高が高い山の順位には加えられていない。
リモ山群は、北側に最も大規模な中央リモ氷河、東側に南リモ氷河があり、さらに西側にやや小規模な北テロン氷河 (North Terong Glacier) がある。

## 登攀史
リモ山群の登攀しようという最初の試みは、1978年の日本の遠征隊によるものであったが、これはほとんど成功しなかった。1984年にはインド陸軍の遠征隊がリモIVの登頂に成功し、1985年には有名なヒマラヤの経験者ハリシュ・カパディアが率いる、十分に組織されたインド/イギリス遠征隊が入山した。このインド/イギリス遠征隊は、デイヴ・ウィルキンソン (Dave Wilkinson) とジム・フォザリンガム (Jim Fotheringham) がリモIIIの初登頂に成功したが、リモIの登頂は果たせなかった。
リモIの初登頂であり、現在のところ唯一の登頂は、フカム・シン (Hukam Singh) と尾形好雄が率いた1988年のインド/日本隊によるものである。この隊は、南側のアイベックス・コル（Ibex Col、「ヤギの鞍部」の意）と呼ばれる重要な鞍部を起点として、南壁を登攀して南西稜に上がった。この経路は、1500mに及ぶ技術を要する登攀を含むものであった。